# シャン・ユナイテッドFC
シャンユナイテッドFC（ビルマ語: ကမ္ဘောဇ ဘောလုံး အသင်း、英: Kanbawza Football Club）は、ミャンマーのシャン州タウンジーを本拠地とするサッカークラブである。ミャンマー・ナショナルリーグに所属する。

## 概要
ミャンマーの大手銀行であるカンボーザ銀行がスポンサーとなり2005年に結成された。2009年にミャンマー・プレミアリーグからミャンマー・ナショナルリーグに変更され、官公庁が母体となっていたクラブが撤退する中、シャン州を代表するクラブとして引き続きリーグに参戦した。
AFCプレジデンツカップには2008年と2009年の2回出場している。

## 獲得タイトル

### 国内タイトル
- ミャンマープレミアリーグ：2回
  - 2001, 2009
- ミャンマーナショナルリーグ：3回
  - 2017, 2019, 2020

## 歴代所属選手
- キンマウン・ルウィン（英語版） 2003-2007
- 松本憲 2014-